# 債務引受
債務引受（さいむひきうけ；独Schuldübernahme）とは、債務の契約による引受け。
ある人が負っている債務を別の人（引受人）が債権者との合意によって承継することをいう。
- 民法は、以下で条数のみ記載する。

## 概説
債務引受には、当初の債務者が当該債務を負わなくなる免責的債務引受（交替的債務引受、免脱的債務引受）と、当初の債務者が引き続き当該債務を負う併存的債務引受（重畳的債務引受、添加的債務引受）に分類される。狭義（ドイツ法など）では前者のみを指す。
日本法においては、2017年の改正前の民法典には債権譲渡の規定はあったが債務引受の明文の規定はなかった。しかし、判例で債務引受の要件や効果は確立されており、2017年改正の民法（2020年4月1日法律施行）で明文の規定が設けられた。
なお、経済的に類似するものとして履行引受や債務者の交替による更改などがある。

## 種類

### 併存的債務引受
債務が当初の債務者と債権者以外の人へ移転し、移転後も当初の債務者が引き続き債務を負担する形態の債務引受。併存的債務引受の引受人は、債務者と連帯して、債務者が債権者に対して負担する債務と同一の内容の債務を負担する（470条1項）。

#### 要件
併存的債務引受は、債権者と引受人となる者との契約によってすることができる（470条2項）。判例も併存的債務引受は当初の債務者の意思に反して債権者と引受人との間の合意によっても成立するとしていた（大判大正15年3月25日民集5-219）。
併存的債務引受は、債務者と引受人となる者との契約によってもすることができるが、この場合は債権者が引受人となる者に対して承諾をすることが効力発生の要件となる（470条3項）。債務者と引受人となる者との契約による併存的債務引受は、第三者のためにする契約に関する規定に従う（470条4項）。

#### 効果
併存的債務引受の場合、原債務者は債務から解放されず、引受人と共に同一の内容の連帯債務を負担する。判例（最判昭和41年12月20日民集20巻10号2139頁）を明文化するものだが、2017年改正の民法（2020年4月1日法律施行）で連帯債務は他の連帯債務者に影響しない相対的効力の事由が増え、絶対的効力事由は弁済や相殺等に限定されている。
引受人は、併存的債務引受により負担した自己の債務について、その効力が生じた時に債務者が主張することができた抗弁をもって債権者に対抗することができる（471条1項）。
引受人は契約当事者としての地位にはないので、債務者が取消権・解除権を有していたとしても、併存的債務引受がされただけでは引受人が取消権・解除権を行使することはできない。しかし、債務者の有する取消権・解除権の行使で債務が消滅するような場合に、引受人が履行を拒絶できないのは不当であるため、債務者が債権者に対して取消権又は解除権を有するときは、引受人は、これらの権利の行使によって債務者がその債務を免れるべき限度で履行を拒絶できる（471条2項）。

### 免責的債務引受
債務が当初の債務者と債権者以外の人へ移転し、当初の債務者が債務を負担しなくなる形態の債務引受。免責的債務引受の引受人は債務者が債権者に対して負担する債務と同一の内容の債務を負担し、債務者は債権関係から離脱して自己の債務を免れる（472条1項）。

#### 要件
免責的債務引受は、債権者と引受人となる者との契約によってすることができる。この場合において、免責的債務引受は、債権者が債務者に対してその契約をした旨を通知した時に、その効力を生ずる（472条2項）。債務者が知らないうちに契約関係から離脱することがないよう債務者への通知が成立要件になっている。判例は免責的債務引受も当初の債務者の意思に反してすることはできないとしていたが（大判大正10年5月9日民録27輯899頁）、2017年改正の民法（2020年4月1日法律施行）は債務免除は債権者の意思表示によってできることなどから債務者の意思に反する場合でも有効とした。
免責的債務引受は、債務者と引受人となる者が契約をしてもできるが、債権者の利益を害することがないよう、債権者が引受人となる者に対して承諾をすることによって効力を生じるとされている（472条3項）。

#### 効果
免責的債務引受の引受人は債務者が債権者に対して負担する債務と同一の内容の債務を負担し、債務者は自己の債務を免れる（472条1項）。ただし、引受人は、免責的債務引受により負担した自己の債務について、その効力が生じた時に債務者が主張することができた抗弁をもって債権者に対抗することができる（472条の2第1項）。また、併存的債務引受と同様に、債務者が債権者に対して取消権又は解除権を有するときは、引受人は、債務者がその債務を免れることができた限度で履行を拒絶できる（472条の2第2項）。
免責的債務引受の場合、債務者は債権債務関係から完全に解放される期待をもつため、引受人は債務者に対する求償権を取得しない（472条の3）。
債権者は担保権を引受人が負担する債務に移すことができるが、引受人以外の者が設定した担保権の場合は、その承諾を得なければならない（472条の4第1項）。担保権の付従性との関係から、担保権を移転する場合、あらかじめ又は同時に引受人に対して意思表示しなければならない。保証も移転できるが、保証に関する規律と同じく書面等を要する（472条の4第3項～第5項）。

## 関連する概念

### 履行引受
債務の履行負担のみを引き受けるもの。
引受人と原債務者の内部関係でのみ引受けが行われ、債務者が債務を負担しつづけ、引受人は債権者に対して債務を負担しない。このため、通常は債務引受には含めない。引受人が履行を怠った場合でも、債権者に対し債務不履行責任を負うのは履行を引き受けさせた債務者自身であり、引受人は債権者に対して何らの責任も負担しない。

### 債務者の交替による更改
債務者の交替による更改の場合には、債務引受けとは異なって債権がいったん消滅して新たに発生するため、債務の内容は同じであっても債務としての同一性はない。

### 契約上の地位の移転（契約引受）
契約上の地位の移転とは、将来発生することとなる債権や債務、形成権を含め、特定の契約上の地位を全て移転することをいう。